# Roberto Solozábal
Roberto Solozábal Villanueva (Madrid, 16 de setembro de 1969) é um ex-futebolista profissional espanhol que atuava como defensor, foi campeão olímpico.